# Księża Wólka
KsiężUn Wólka [pronunciación en polaco: /ˈkɕɛ̃ʐun ˈvulka/] es un pueblo ubicado en el distrito administrativo de Gmina Pęczniew, dentro del Distrito de Poddębice, Voivodato de Łódź, en Polonia central. Se encuentra aproximadamente a 7 kilómetros al norte de Pęczniew, a 15 kilómetros al oeste de Poddębice, y a 50 kilómetros al oeste de la capital regional Łódź.